# Theodor Kašpárek
Theodor Kašpárek (21. duben 1864 Horažďovice – 24. prosinec 1930 Praha) byl český lékař a zvěrolékař. Působil na Univerzitě Karlově a později na Císařské a královské české vysoké škole technické v Praze. V letech 1908–1909 a 1911–1912 byl děkanem zemědělského odboru ČVUT, pro akademický rok 1913–1914 byl zvolen rektorem ČVUT.

## Život
Maturoval na gymnáziu v Chrudimi. Pak studoval lékařství v Praze a ve Vídni. Nejprve se věnoval psychiatrii. Pak vystudoval veterinární lékařství ve Vídni a poté absolvoval studijní cestu, během které pracoval v předních evropských ústavech u Dr. Weichselbauma, Dr. Paltaufa a v Pasteurově ústavu v Paříži. Od roku 1898 působil na Univerzitě Karlově jako mimořádný profesor veterinární policie a nauky o zvířecích nákazách. V roce 1908 byl jmenován řádným profesorem zootechniky, morfologie a patologie zvířat na zemědělském odboru Císařské a královské české vysoké školy technické v Praze.
Byl členem poselstva československé vlády k legionářům na Sibiř. O této cestě napsal knihu.

## Dílo
Zabýval se psychiatrií, neurologií, parasitologií, bakteriologií a zvířecími nákazami.

## Spisy
- Porodnictví domácích zvířat, Praha : A. Neubert, 1921
- Hygiena zvířat domácích, Praha : A. Neubert, 1926.[4]
- Sibiř, Praha : Jednota československých matematiků a fysiků, 1930.[5]

Pracoval jako redaktor Zvěrolékařského obzoru. Byl autorem řady odborných článků v českých i cizojazyčných časopisech a dále autorem popularizačních brožur pro laickou veřejnost.